# Centrum vědy a techniky
Centrum vědy a techniky (Science and technology centre) reprezentuje dvě skupiny organizací, které jsou zaměřeny na:
I. Poznávání stavu vědy a techniky pro mládež i širší veřejnost; např. science centra a muzea, akvária, planetária, zoologické a botanické zahrady;
II. Provádění základního i aplikovaného výzkumu, včetně odpovídajících vysokých škol ; např. ústavy akademie věd, veřejné výzkumné instituce, vědecká centra zdravotní péče, univerzity atp.

## Poznávání stavu vědy a techniky pro mládež

### Asociace center vědy a techniky (Association of ScienceTechnology Centers)
ASTC je mezinárodní organizací zastřešující science centra, přírodovědná centra, muzea, mořská akvaria, aquariums, planetariums, zoos, botanical gardens, and natural history and children’ s museums,
Česká asociace science center je profesionální organizaci, která má za cíl vytváření pozitivního obrazu science center, neformálního vzdělávání a komunikace vědy u české veřejnosti.
Druhou skupinu popisují v české wikipedii např.:

### Science Centra(Science Centers)
Jde o moderní vývojovou verzí muzea vědy a techniky, kde je kladen důraz na interaktivní předvádění různých vědeckých faktů; jde tedy o moderní centra zážitkového učení, které se zaměřuje na proces učení jednotlivce (na rozdíl od zážitkového vzdělávání, které popisuje interaktivní proces mezi učitelem a žákem). Obchodní názvy obsahují např. "science center", "science centrum", "zážitkový science park" atp.
Příklady Science center:
- iQLANDIA (Liberec);
- iQPort (Praha, Náplavka);
- Techmania Science Center (Plzeň);
- VIDA! science centrum (Brno) - zábavní vědecký park;

### Mořská akvária (Ocean Parks)

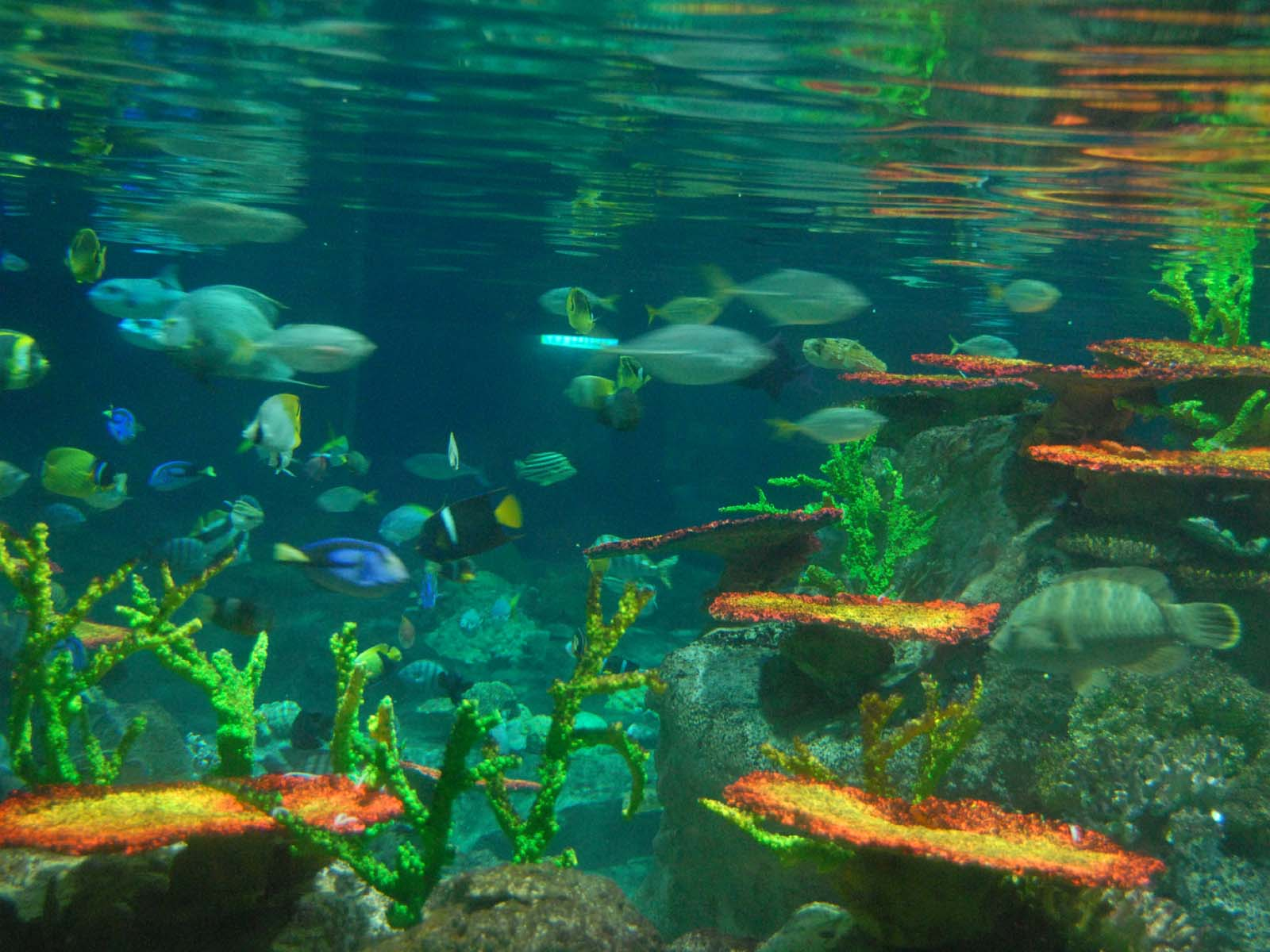
Výlet do podmořského světa; Hong Kong Ocean Park

jsou typem zoologické zahrady, zaměřené na mořské živočichy. Mají objem mořské vody od 100 000 litrů, např.:
- Mořský svět Praha[3] neustále rozšiřuje počty chovaných druhů a buduje nové nádrže. V současné době má naše největší nádrž, kterou obývají žraloci, objem 100 000 litrů mořské vody.
- Ocean Park Hong Kong[4] – představuje moderní verzi oboru a je vhodný pro rodinné výlety do podmořského světa.

Science

### Muzea vědy a techniky (Science Museums; Science and Technology Museums)
Muzea vědy a techniky jsou zaměřena zejména mj. na přírodní vědy (science) a na techniku (technology). Starší muzea se soustřeďovala na statické exponáty živé přírody, paleontologie, geologie, průmyslu a strojírenství atd. Moderní trendy vedly k širšímu záběru na vědu a techniku a k interaktivním exponátům. Řada moderních muzeí se nazývá technická muzea resp. Science centra.
Příklady muzeí vědy a techniky:
- Technické muzeum v Brně
- Izraelské národní muzeum vědy, technologií a vesmíru;
- Hong Kong Science Museum[5].

## Základní a aplikovaný výzkum, včetně výuky

### Česká akademie věd (Czech Academy of Sciences)
Jde o organizační složku státu sdružující vědecké ústavy v České republice zabývající se převážně základním výzkumem. Ze zákona může zakládat tzv. veřejné výzkumné instituce.

### Výzkumná činnost spojená s vysokými školami
se provádí na řadě vysokých škol, např.:
- Vysoké učení technické v Brně[6],
- Fakulta elektrotechniky a komunikačních technologií Vysokého učení technického v Brně[7]

### Vědeckotechnické parky, VTP (Science and Technology Parks; Science Parks)

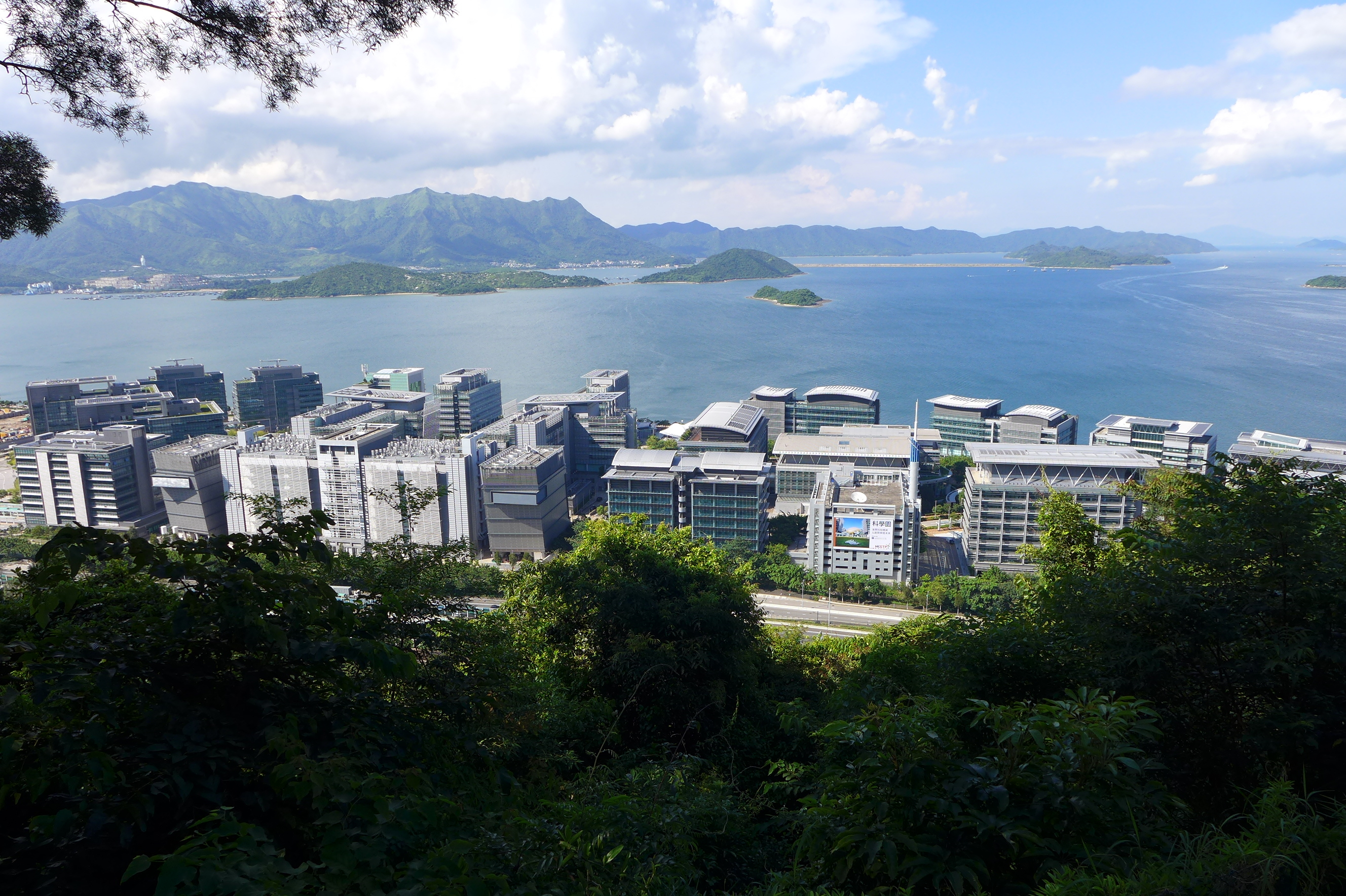
Science Park v Hongkongu, určený pro high technology podnikání

Vědeckotechnický park, VTP zajišťuje partnerství mezi akademickou sférou, organizacemi výzkumu a vývoje a podnikovou sférou, a to za podpory veřejného sektoru (zejména místního a regionálního) za účelem podpory inovací a konkurenceschopnosti daného území a podniků v něm umístěných.

#### Mezinárodní asociace vědeckých parků (IASP - International Association of Science Parks and Areas of innovations)
IASP značí aktivitu či infrastrukturu, která sdružuje VTP na mezinárodní úrovni.

#### Společnost vědeckotechnických parků ČR
Společnost vědeckotechnických parků ČR sdružuje a poskytuje informace o vědeckotechnických parcích (VTP) České republiky. VTP se profilují do tří hlavních typů: vědecký park (centrum), technologický park (centrum), podnikatelské a inovační centrum (mezi nimi členové sítě European Business and Innovation Centre Network - BIC.) Zakladateli VTP jsou státní a regionální orgány, univerzity, výzkumné a vývojové organizace, průmyslové podniky, hospodářské komory, finanční instituce, soukromé firmy, sdružení a svazy. Stávají se součástí regionálních rozvojových plánů a připravovaných strukturálních fondů.

#### Technologický park
TP je tuzemskou obdobou pro Science park, např.:
- Technologický park Běchovice
- Český technologický park Brno[9] je členem IASP, jde o rozvojový projekt pro kanceláře, výzkum a lehký průmysl, společně s prostorami pro odpočinkové aktivity a služby. Celý areál se nachází v těsném sousedství kampusu Vysokého učení technického v Brně.

Park je expertní a poradenská instituce, která napomáhá realizovat a urychlovat transfer technologií, tedy transformaci výsledků vědecké a tvůrčí činnosti do komerční podoby, představované inovačním podnikáním.

### Evropská centra excelence v Česku
- Udržitelná energetika (SUSEN), Řež u Prahy,
- Biomedicínské centrum (BIOCEV), Vestec u Prahy,
- Superlaser "ELI" (Extreme Light Infrastructure), Dolní Břežany,
- Středoevropský technologický institut CEITEC, Brno,
- Mezinárodní centrum klinického výzkumu ICRC, Brno,
- Superpočítačové centrum IT4Innovations, Ostrava.[10]